# Асадов, Рафаэль Аваз оглы
Рафаэль Аваз оглы Асадов (азерб. Rafael Əvəz oğlu Əsədov; 27 октября 1952 — 12 ноября 1992) — военнослужащий Вооружённых сил Республики Азербайджан, Национальный Герой Азербайджана (1994, посмертно).

## Биография
Родился Рафаэль Асадов 27 октября 1952 года в городе Кировабад, ныне Гянджа, Азербайджанской ССР. В 1969 году завершил обучение в средней общеобразовательной школе в родном городе. В этом же году поступил на обучение в Тбилисское высшее артиллерийское училище. В 1973 году успешно окончил военное учебное заведение и продолжил образование в Военной артиллерийской академии имени М. И. Калинина. После окончания Академии проходил службу в Вооружённых Силах Советского Союза, служил в Венгрии, Вьетнаме и Афганистане.
С началом армяно-азербайджанского конфликта, возвратился в Азербайджан и вступил в ряды Национальной армии. С 1991 года Рафаэль Асадов был активным участником боевых действий в Агдамском, Геранбойском, Товузском и Кедабекском районах.
12 ноября 1992 года, контролируя боевые позиции Национальной армии Азербайджана, при подготовке к операции в районе Агстафы, погиб от осколков разорвавшегося рядом снаряда.
Рафаэль был женат, воспитывал двоих детей.

## Память
Указом Президента Азербайджанской Республики № 202 от 16 сентября 1994 года Рафаэлю Аваз оглы Асадову было присвоено звание Национального Героя Азербайджана (посмертно).
Похоронен в Аллее Шехидов города Баку.